# Terruggia
Terruggia är en ort och kommun i provinsen Alessandria i regionen Piemonte i Italien. Kommunen hade 928 invånare (2018).